# Avalpoondurai
Avalpoondurai (o Avalpundurai) è una suddivisione dell'India, classificata come town panchayat, di 11.230 abitanti, situata nel distretto di Erode, nello stato federato del Tamil Nadu. In base al numero di abitanti la città rientra nella classe IV (da 10.000 a 19.999 persone).

## Geografia fisica
La città è situata a 11° 13' 53 N e 77° 43' 20 E.

## Società

### Evoluzione demografica
Al censimento del 2001 la popolazione di Avalpoondurai assommava a 11.230 persone, delle quali 5.823 maschi e 5.407 femmine. I bambini di età inferiore o uguale ai sei anni assommavano a 950, dei quali 480 maschi e 470 femmine. Infine, coloro che erano in grado di saper almeno leggere e scrivere erano 7.045, dei quali 4.229 maschi e 2.816 femmine.